# Silinda Oneisi Morales
Silinda Oneisi Morales (* 30. August 2000 in Jaronú) ist eine kubanische Leichtathletin, die sich auf den Diskuswurf spezialisiert hat.

## Sportliche Laufbahn
Erste Erfahrungen bei internationalen Meisterschaften sammelte Silinda Oneisi Morales im Jahr 2017, als sie bei den U18-Weltmeisterschaften in Nairobi mit einer Weite von 52,89 m die Goldmedaille gewann. Im Jahr darauf gewann sie bei den U20-Weltmeisterschaften in Tampere mit 55,37 m die Bronzemedaille und auch bei den U20-Panamerikameisterschaften 2019 in San José sicherte sie sich mit 54,75 m die Bronzemedaille. 2021 siegte sie mit 59,13 m bei den erstmals ausgetragenen Panamerikanischen Juniorenspielen in Cali und im Jahr darauf gelangte sie bei den Ibero-Amerikanischen Meisterschaften in La Nucia mit 57,97 m auf Rang vier. Im Juli schied sie bei den Weltmeisterschaften in Eugene mit 58,73 m in der Qualifikationsrunde aus und wurde dann bei den NACAC-Meisterschaften in Freeport mit 60,73 m Vierte. 2023 siegte sie mit 61,95 m bei den Zentralamerika- und Karibikspielen in San Salvador und gelangte anschließend bei den Weltmeisterschaften in Budapest mit 62,31 m im Finale auf den elften Platz. Ende Oktober belegte sie bei den Panamerikanischen Spielen in Santiago de Chile mit 58,73 m den vierten Platz. Im Jahr darauf gewann sie bei den Ibero-Amerikanischen Meisterschaften in Cuiabá mit 58,16 m die Bronzemedaille hinter den Brasilianerinnen Izabela da Silva und Andressa de Morais. Anschließend schied sie bei den Olympischen Sommerspielen in Paris mit 59,46 m in der Qualifikationsrunde aus.
2023 wurde Morales kubanische Meisterin im Diskuswurf.